# Laccophilus dikinohaseus
Laccophilus dikinohaseus är en skalbaggsart som beskrevs av Kamite, Hikida och Satô 2005. Laccophilus dikinohaseus ingår i släktet Laccophilus och familjen dykare. Inga underarter finns listade i Catalogue of Life.